# Les Six Compagnons et l'Émetteur pirate
Les Six Compagnons et l'Émetteur pirate est un roman de Paul-Jacques Bonzon, 13e de la série Les Six Compagnons sur 49 publiés.
Paru en 1968, le roman est illustré par Robert Bressy.
L'action se déroule principalement à Port-le-Roi (station balnéaire imaginaire, mais correspondant à la contraction du Grau-du-Roi et de son port Port-Camargue dans le Gard). Les villes de Lyon, Lunel et Nîmes apparaissent également. On apprend au chapitre 2 du roman que le nom de famille de Tidou est « Aubanel ».

## Résumé
| \| Lunel « Port-le-Roi » Aigues-Mortes Nîmes \| Localisation des lieux traversés dans le roman. |
| Lunel « Port-le-Roi » Aigues-Mortes Nîmes                                                       |

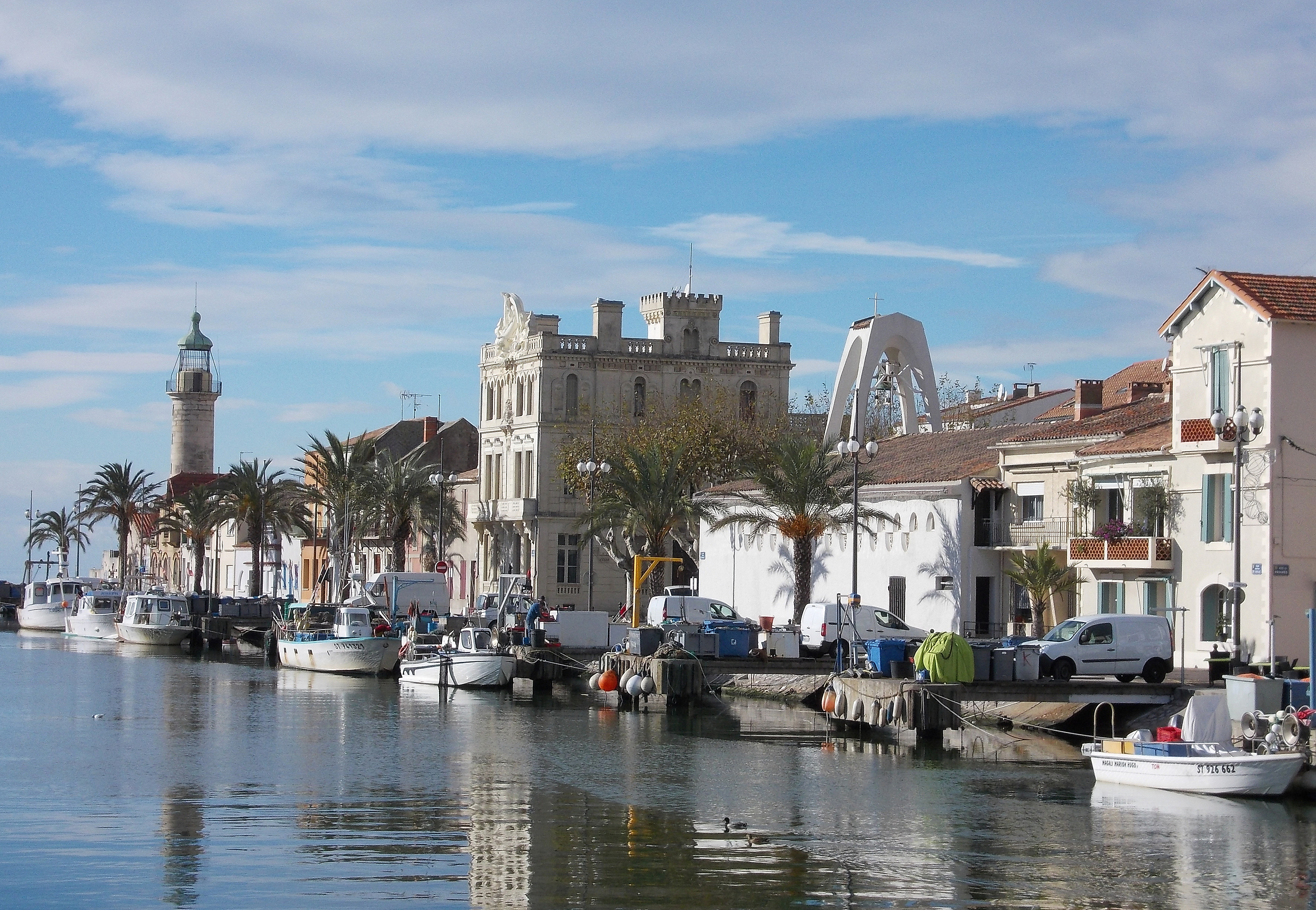
Le port du Grau-du-Roi, inspirant la station imaginaire de Port-le-Roi

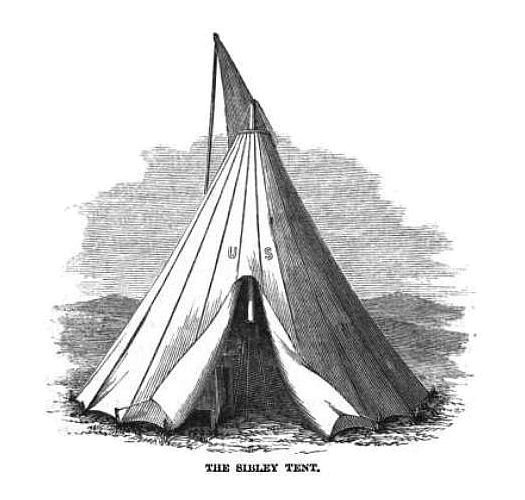
Représentation d'une tente Sibley, similaire à la tente « marabout » des Compagnons.

Alors que Mady doit se rendre durant l'été avec ses parents à Vaugneray un petit village non loin de Lyon, les Compagnons décident de se rendre sur les côtes de la Méditerranée, et arrivent à convainvre M. et Mme Charvet, les parents de Mady de les accompagner. Ils sont pris en charge par un chauffeur routier, ami de l'un d'eux, qui les transporte jusque dans le Gard à Lunel, avant de terminer les derniers kilomètres à vélo.
Arrivés à Port-le-Roi, les Compagnons apprennent qu'une organisation mystérieuse, l'O.T.L. (Organisation Terroriste du Littoral), met les forces de polices et de gendarmerie sur les dents et fait l'objet de toutes les attentions des journaux méridionaux. Sur place, ils se lient d'amitié avec pêcheur surnommé « le Fada », possédant une barquette, le Pescadon.
Après quelques jours, les jeunes gens sont réveillés en pleine nuit par l'orage qui abat leur tente de camping. Tidou et Gnafron cherchant à se protéger de la tempête, se réfugient sous la caravane voisine où résident deux Parisiennes. Ils sont intrigués par leur réveil et leur activité à 2h du matin, avant d'être découvert et chassés de leur abri. Quelque temps plus tard, Tidou découvre une broche en or dans une boîte à couture que La Guille a emmenée. Inquiets, ils préfèrent la cacher en l'enterrant. L'arrivée des gendarmes confirment que cette broche, qui ne devrait pas être là, semble avoir été placée pour les faire accuser de vol. 
Les soupçons des jeunes gens se tournent vers leurs deux voisines. Ils surveillent discrètement ces deux femmes et les entendent parler, en pleine nuit, et en langage codé, à travers ce qu'il semble être un émetteur. Elles citent notamment une certaine « Germaine » portant une robe de couleur différente.
Mady vient les rejoindre et les aide. Elle arrive à décoder une partie du message, qui semble faire le lien avec l'O.T.L. En suivant les Parisiennes, les Compagnons découvrent que chaque matin, elles se rendent au marché où elles discutent longuement avec un pêcheur, et se débarrassent discrètement du poisson acheté. Se rendant chez le Fada, ils arrivent à le convaincre du comportement suspect des deux vacancières, mais également du pêcheur de L'Oursin Blanc nommé Bartavel, récemment arrivé à Port-le-Roi. 
Cherchant à résoudre ce mystère, ils décident de suivre Bartavel. Lorsque celui-ci prendra la large de nuit, Tidou, Corget, Le Tondu et le Fada, accompagnés par Kafi, le suivront à bord du Pescadon. Alors que L'Oursin Blanc se mélange aux autres pêcheurs, il se met à foncer vers le large. Le suivant discrètement dans l'obscurité, ils observent les feux allumés de couleur violette (la robe de  « Germaine ») et le rendez-vous en plein mer avec ce qui ressemble à un sous-marin de poche. Mais au moment de s'éloigner, le frêle canot du Fada est éperonné, les jetant à l'eau. Réunissant non sans mal à regagner la barque endommagée, et menaçant de couler, ils arrivent à rejoindre à la côte.
Pendant ce temps, Mady observe que les caisses de poissons de Bartavel sont chargées dans une camionnette à destination de La marée fraîche, une poissonnerie de Nîmes. M. Charvet mis au courant, ils décident de se rentre en voiture, à Nîmes. Rencontrant la poissonnière, les Compagnons se rendent compte que celle-ci n'est en rien impliquée. Mais, la camionnette semble mettre beaucoup plus de temps qu'il n'en faut pour faire le trajet. 
Les Compagnons décident de suivre la camionnette. Mais la pluie rend inutilisable la voiture de M. Charvet, et Gnafron à l'audace de se cacher à l'intérieur du fourgeon. Suivis en vélo pour les autres, ils le retrouvent peu après Aigues-Mortes devant le « mas de Sigoulet ». Ils découvrent une cachette souterraine. Mady et la Guille étant envoyés prévenir M. Charvet, ils pénètrent dans la cache et découvre les fameuses caisses de Bartavel, ainsi que le Fada ligoté. Libéré, celui-ci leur apprend qu'à la suite de leur accident avec le sous-marin, il a été suivi et emmené de force par des individus masqués. Ils sont alors surpris par trois hommes et une femme gérant le mas. La police arrive à ce moment et arrête la bande de malfrats : ils importaient illégalement dans l'Hexagone des armes et des explosifs pour le compte de l'O.T.L., dans le but de saboter la centrale nucléaire de Pierrelatte. Le dernier chapitre est un article d'un journal qui relate l’affaire et sa résolution grâce aux Compagnons.